# Jan Jönsson (Fußballspieler)

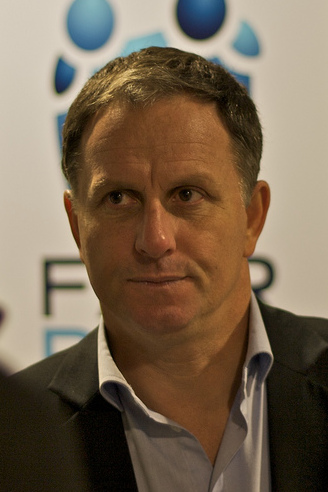
Jönsson im März 2009

Jan Anders Jönsson (* 24. Mai 1960) ist ein ehemaliger schwedischer Fußballspieler, der mittlerweile als -trainer tätig ist. Mit 557 Einsätzen ist er der Spieler mit den meisten Partien für Halmstads BK, davon absolvierte er 217 Spiele in der Allsvenskan. Blieb ihm als Spieler ein Titel verwehrt – in der Meisterschaftssaison 1979 wurde er nicht ausgezeichnet –, war er als Trainer erfolgreicher und holte mit Stabæk Fotball den norwegischen Meistertitel.

## Werdegang

### 13 Jahre Halmstads BK und Karriereausklang in Japan
Jönsson spielte zunächst bei Trönninge IF, ehe er vor der Erstliga-Spielzeit 1979 zu Halmstads BK kam. Anfangs noch Ergänzungsspieler lief er in seiner Debütsaison in zwei Spielen auf und trug somit geringfügig zum Meistertitel bei. Aufgrund der geringen Anzahl an absolvierten Partien gehörte er jedoch nicht zu den mit den Medaillen ausgezeichneten Spielern. Auch in der folgenden Spielzeit noch hauptsächlich Ersatzmann gelang ihm in der Spielzeit 1981 der Durchbruch und er bestritt alle 26 Saisonspiele. Als Trainer Jan Mak in der Folge einen Generationswechsel forcierte, war er weiterhin unter den Stammkräften und stand neben Mats Jingblad, Frenkie Schinkels, Peter Larsson und Peter Andersson regelmäßig auf dem Spielfeld.
Mit der Mannschaft erreichte Jönsson ab 1982 mit Mak respektive dessen Nachfolger Stefan Lundin regelmäßig durch einen Platz im mittleren Tabellenbereich die Meisterschaftsendrunde. Allerdings blieb sie hier chancenlos und scheiterte jeweils im Viertelfinale. Nach einer Einschränkung er Endrundenteilnehmer auf vier Mannschaften ab der Spielzeit 1985 verpasste der Klub im ersten Jahr die Endrundenteilnahme als Tabellensiebter deutlich. In der folgenden Spielzeit kämpfte sich Jönsson mit seinen Mannschaftskameraden nach einem durchwachsenen Saisonstart und einem Trainerwechsel im Sommer – Kenneth Rosén übernahm den Trainerposten des nach Portugal gewechselten Lundin – in der zweiten Saisonhälfte heran und musste als Tabellenfünfter dem punktgleichen Konkurrenten IFK Norrköping lediglich aufgrund der besseren Tordifferenz den Vortritt lassen. In der Spielzeit 1987 folgte die Ernüchterung. Zwar verlor er mit der Mannschaft um Sven-Åke Landgren, Ulf Jönsson und Stefan Lindqvist im heimischen Örjans vall nur zwei Saisonspiele, auf fremdem Platz holte sie jedoch mit vier Unentschieden lediglich vier Punkte. Bei 17 Punkten aus 22 Spielen war erneut die Tordifferenz ausschlaggebend, dass der Klub hinter GIF Sundsvall einen Abstiegsplatz belegte.
Nach dem Abstieg verpflichtete der Klub mit Stuart Baxter einen neuen Trainer. Unter dessen Leitung gelang die sofortige Rückkehr in die Allsvenskan. An der Seite von Torbjörn Arvidsson, Björn Nordberg, Tommy Frejdh und Jonas Dahlgren belegte Jönsson, der vier Saisontore erzielte, mit dem Aufsteiger den fünften Tabellenplatz und verpasste mit einem Punkt Rückstand auf die punktgleichen Tabellendritten GAIS und -vierten Örebro SK eine Medaille. Die mit Spielern wie Niclas Alexandersson oder Niklas Gudmundsson verjüngte Mannschaft konnte den Erfolg jedoch nicht bestätigen und rutschte in den hinteren Tabellenbereich ab. In der Spielzeit 1991 kämpfte der Klub nach einer sieglosen Hinrunde in der Rückrunde noch um die Teilnahme an der Meisterschaftsendrunde. Nach einer 1:2-Niederlage gegen AIK am letzten Spieltag verpasste der Klub punkt- und tordifferenzgleich gegenüber dem Konkurrenten IFK Norrköping aufgrund zwei im Saisonverlauf weniger geschossener Tore die Teilnahme und musste in der Auf- und Abstiegsrunde antreten. Dort nach der Hälfte der Serie noch im mittleren Tabellenbereich platziert, verlor die Mannschaft in der Rückrunde fünf ihrer sieben Spiele und stieg aus der Allsvenskan ab.
Nach dem Abstieg verließ Baxter den Klub in Richtung Japan. Jönsson folgte ihm als spielender Assistenztrainer zunächst zu Sanfrecce Hiroshima und anschließend Vissel Kobe, wo er 1996 seine aktive Laufbahn beendete.

### Erste Schritte als Trainer in Schweden
is 1997 war Jönsson gemeinsam mit Baxter noch für Vissel Kobe in Japan tätig. Während Baxter zur Allsvenskan-Spielzeit 1998 nach Schweden zurückkehrte und die Leitung des Trainings bei AIK übernahm, kehrte Jönsson zwar auch nach Schweden zurück, heuerte aber als Trainer bei Panos Ljungskile SK an. Mit dem Erstligaabsteiger spielte er im vorderen Tabellenbereich der zweitklassigen Division 1 Södra und qualifizierte sich 1999 als Tabellenvierter für die als zweite Liga neu geschaffene Superettan. In der Auftaktsaison der neuen Serie belegte er mit der Mannschaft neben Gunnilse IS und Åtvidabergs FF nur einen Abstiegsplatz.
Anschließend übernahm Jönsson das Traineramt bei Landskrona BoIS. Die Mannschaft um Daniel Nannskog, Jesper Ljung, Johnny Lundberg und Alexander Farnerud führte er als Vizemeister der Superettan hinter Kalmar FF zurück in die erste Liga. Dort spielte er mit ihr gegen den Wiederabstieg und platzierte sich regelmäßig vor den Abstiegsplätzen. Im Sommer 2004 in akute Abstiegsgefahr geraten entließ ihn jedoch der Klub und ersetzte ihn durch seinen ehemaligen Mitspieler Mats Jingblad.

### Meistertrainer in Norwegen

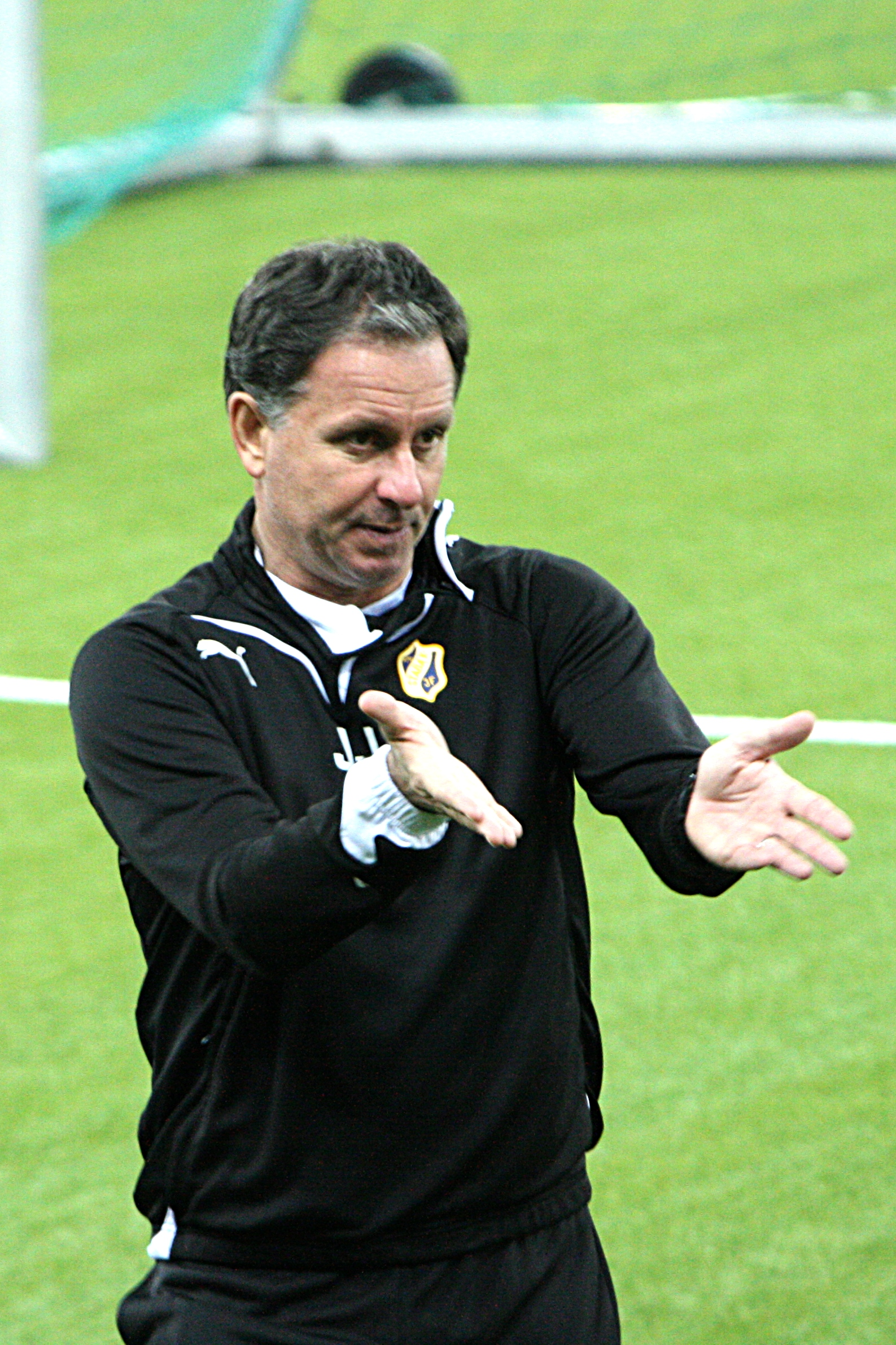
Jönsson als Trainer von Stabæk Fotball

BAnfang 2005 ging Jönsson nach Norwegen, um zunächst für zwei Jahre das Traineramt des in die zweite Liga abgestiegenen Stabæk Fotball auszufüllen. Auf Anhieb erfolgreich, stieg der Klub direkt wieder in die Tippeligaen auf, wo sie als Tabellenfünfter nur knapp den Einzug in den Europapokal verpasste. In der Spielzeit 2007 rückte er mit der Mannschaft um Bjørnar Holmvik, Jon Inge Høiland, Mike Kjølø und Morten Skjønsberg näher an die Tabellenspitze und wies als Vizemeister sechs Punkte Rückstand auf Brann Bergen auf.
Hatte Jönsson mit seiner Mannschaft das Auftaktspiel zur Spielzeit 2008 gegen Molde FK noch 0:0-Remis gespielt, eroberte sie am folgenden Spieltag nach einem 4:2-Erfolg über Lillestrøm SK erstmals die Tabellenführung. Kurzzeitig wieder abgelöst, belegte die Mannschaft ab dem fünften Spieltag erneut die Spitzenposition. Zwischenzeitlich mit sechs Punkten Vorsprung ausgestattet entwickelte sich in der Saisonmitte ein Zweikampf mit Fredrikstad FK, der durch wechselnde Tabellenführungen geprägt war. Schließlich zeigte sich die von Jönsson trainierte Mannschaft als konstanter und erarbeitete sich in der zweiten Saisonhälfte erneut einen mehrere Punkte betragenden Vorsprung. Mit sechs Punkten Differenz zum Konkurrenten gewann Jönsson mit der Mannschaft insbesondere aufgrund der Torgefährlichkeit von Daniel Nannskog, Johan Andersson und Veigar Páll Gunnarsson – während ersterer mit 16 Saisontoren Torschützenkönig wurde platzierten sich die anderen beiden ebenfalls unter den besten zehn Torschützen der Liga, so dass der Klub eine Tordifferenz von 36 Toren auswies – den ersten Meistertitel der Vereinsgeschichte. Parallel zog die Mannschaft ins Endspiel um den Landespokal ein und stand kurz vor dem Gewinn des Doubles. Im Osloer Ullevaal-Stadion nutzte Vålerenga IF jedoch seinen Heimvorteil und setzte sich nach Toren von Daniel Fredheim Holm und Mohammed Abdellaoue, die jeweils zweifach trafen, mit einem 4:1-Erfolg durch.
Anfang 2009 holte Jönsson mit der erfolgreichen Revanche für die Pokalfinalniederlage gegen Vålerenga Oslo im erstmals ausgetragenen Superfinalen den nächsten Titel für seinen Klub. Der anschließende Saisonstart misslang jedoch, am siebten Spieltag fand sich der Verein auf einem Abstiegsplatz wieder. Mit einer Erfolgsserie hatte Jönsson den Verein bis zum Ende der Hinrunde auf den achten Tabellenplatz geführt und hielt ihn anschließend in Reichweite der Europapokalplätze. Am 25. Spieltag als Tabellendritter erstmals auf einem Europa-League-Platz festigte der Klub diese Position und beendete die Spielzeit hinter Rosenborg Trondheim und Molde FK.

### Kleinere Misserfolge, zwischen Schweden, Japan und Norwegen
Im Sommer 2010 wurde bekannt, dass Jönsson als Nachfolger von Nils Arne Eggen ab Januar 2011 beim Rekordmeister Rosenborg Trondheim vorgesehen war. Bei seinem neuen Klub unterzeichnete er einen Vier-Jahres-Kontrakt. Nach zwei Spielzeiten, in denen der Klub als Tabellendritter nicht an die Erfolge vergangener Tage anknüpfte und sich teilweise erst im Saisonendspurt für den Europapokal qualifizierte, trennten sich die Wege wieder und der ehemalige RBK-Spieler und -Trainer Per Joar Hansen übernahm im Dezember 2012 das Cheftraineramt.
Anfang 2013 beerbte Jönsson Kjetil Rekdal, der zu Vålerenga IF gewechselt war, als Trainer bei Aalesunds FK. Auch hier knüpfte er nur teilweise an die Erfolge seines Vorgängers an, der zwei Mal mit dem Klub den Landespokal gewonnen und mit ihm drei Mal in Folge die Qualifikationsrunden zur UEFA Europa League erreicht hatte. Auf einen vierten Tabellenplatz in der Spielzeit 2013 folgte der siebte Rang in der Spielzeit 2014. Im Oktober des Jahres bat er um die Auflösung seines Vertrages, um aufgrund seiner Familie nach Schweden zurückkehren zu können.
Im November 2014 verpflichtete sein Heimatverein Halmstads BK Jönsson als neuen Trainer, er unterzeichnete beim schwedischen Erstligisten einen Drei-Jahres-Vertrag. Am Ende der Spielzeit 2015 stieg er mit dem Klub aus der Allsvenskan ab, nach einem dritten Platz in der Zweitliga-Spielzeit 2016 gelang über die Relegationsspiele gegen Helsingborgs IF die direkte Erstligarückkehr. Im Juni 2017 musste er den Trainerposten nach sechs Punkten aus den ersten zwölf Spielen zugunsten Igor Krulj räumen, blieb dem Klub aber zunächst erhalten. Im Juli folgte er jedoch einem Angebot aus Japan und übernahm den Trainerposten bei Sanfrecce Hiroshima. Später war er für Shimizu S-Pulse tätig, ehe er im Sommer 2019 nach Norwegen zu Stabæk Fotball zurückkehrte. Hatte er zunächst nur einen Vertrag bis Saisonende, verständigte er sich mit dem Klub im Herbst auf eine Verlängerung um drei Jahre. In der Spielzeit 2021 rutschte der Klub in den Abstiegskampf, im Juli trennten sich Klub und Trainer.
Im Januar 2024 übernahm Jönsson als Nachfolger von Petter Belsvik den Trainerposten bei Stabæk Fotballs Frauenmannschaft.